# Feminnem Show
Feminnem Show je debitantski album ženskog pop i dance sastava Feminnem. Izdan je 20. prosinca 2005. u Hrvatskoj i Bosni i Hercegovini. Pjesme "Call Me" i "2 srca 1 ljubav" se nalaze na njihovom kompilacijskom albumu "Baš nam je dobro".

## Singlovi
- "Volim te, mrzim te" je prvi singl grupe Feminnem. Singl je ubrzo postao hit u gotovo svim državama bivše SFRJ.
- "Call Me" je engleska verzija pjesme "Zovi" i ujedno drugi singl s albuma. Ovom su pjesmom predstavljale Bosnu i Hercegovinu na Pjesmi Eurovizije 2005. te su osvojile 14. mjesto u finalu, što je ujedno tada bilo i 3. najbolje osvojeno mjesto za Bosnu i Hercegovinu na Eurosongu.
- "2 srca 1 ljubav" je posljednji singl izdan 2006. godine za kojeg su osvojile nagradu i na BiH radijskom festivalu.

### Promotivni singlovi
- "Vino na usnama" je prvi promotivni singl s albuma i obrada velikog hita Vlade Kalembera. Pjesma je postala hit u Hrvatskoj i dostigla je 15. mjesto na top ljestvici singlova.
- "Kaznit' ću te ja" je drugi promotivni singl izdan 2005.
- "Reci nešto, al' ne šuti više" je treći promotivni singl kojeg su izvodile na Hrvatskom radijskom festivalu 2007.
- "Ne treba mi to" je posljednji promotivni singl kojeg su izvodile na Banjalučkom i Kninskom festivalu.

## Popis pjesama
| 1.    | »Volim te, mrzim te«           | 2:47 |
| 2.    | »Vino na usnama«               | 4:04 |
| 3.    | »Ne treba mi to«               | 3:41 |
| 4.    | »Zovi«                         | 2:57 |
| 5.    | »2 srca 1 ljubav«              | 3:22 |
| 6.    | »Klasika«                      | 2:57 |
| 7.    | »Kaznit' ću te ja«             | 3:12 |
| 8.    | »Krivo je more«                | 4:11 |
| 9.    | »Odvedi me«                    | 3:57 |
| 10.   | »Kajanje«                      | 4:04 |
| 11.   | »Reci nešto, al' ne šuti više« | 3:38 |
| 12.   | »Call Me«                      | 3:01 |
| 39:51 |                                |      |

## Povijest izdavanja
| Država              | Datum              | Producentska kuća | Format                 |
| ------------------- | ------------------ | ----------------- | ---------------------- |
| Hrvatska            | 20. prosinca 2005. | Croatia Records   | CD, digitalni download |
| Bosna i Hercegovina | 20. prosinca 2005. | Croatia Records   | CD, digitalni download |
| Ostatak svijeta     | 20. prosinca 2005. | Croatia Records   | digitalni download     |

## Vanjske poveznice
- Feminnem Show na iTunes.com
- Feminnem Show na crorec.hr